# Kotla (gmina)
Kotla est une gmina rurale du powiat de Głogów, Basse-Silésie, dans le sud-ouest de la Pologne. Son plus grand village, et siège administratif, est Kotla, qui se situe environ 11 km au nord de Głogów et 98 km au nord-ouest de la capitale régionale Wrocław.
La gmina couvre une superficie de 127,75 km2 pour une population de 4 129 habitants.

## Géographie
La gmina est bordée par la ville de Głogów et les gminy de Głogów, Siedlisko, Sława, Szlichtyngowa et Żukowice.
La gmina contient les villages de Bogomice, Ceber, Chociemyśl, Dorzecze, Głogówko, Grochowice, Kotla, Kozie Doły, Krążkówko, Krzekotówek, Kulów, Leśna Dolina, Moszowice, Pękoszów, Skidniów, Skidniówek, Skórzyn, Sobczyce, Zabiele et Zakrzów.